# Neumichtis uniformis
Neumichtis uniformis är en fjärilsart som beskrevs av W. Warren 1913. Neumichtis uniformis ingår i släktet Neumichtis och familjen nattflyn. Inga underarter finns listade i Catalogue of Life.